# 黄晓军
黄晓军（1964年8月—），男，江西南丰人，中国血液病专家，北京大学血液病研究所所长、教授。中国工程院院士，教育部长江学者特聘教授、万人计划。中国医学科学院学术咨询委员会学部委员。曾获得中国国家科技进步二等奖。